# Voetboeien
Voetboeien of enkelboeien zijn  voorwerpen die worden gebruikt voor het samenbinden (boeien) van voeten of enkels. Dit met het doel de bewegingsmogelijkheid van de persoon die ze omheeft te beperken. De boeien zijn meestal gemaakt van ijzer.
In tegenstelling tot handboeien belemmeren voetboeien een persoon niet geheel in zijn of haar bewegingen. Iemand met voetboeien om kan bijvoorbeeld nog wel lopen, maar niet meer rennen of schoppen. Voetboeien worden met name gebruikt om gevangenen in bedwang te houden, maar ook bij bijvoorbeeld bondage in een seksuele setting. Deze boeien zijn soms gemaakt van metaal of van leer, maar vaak ook van zachte materialen zoals satijn en pluche.

## Geschiedenis

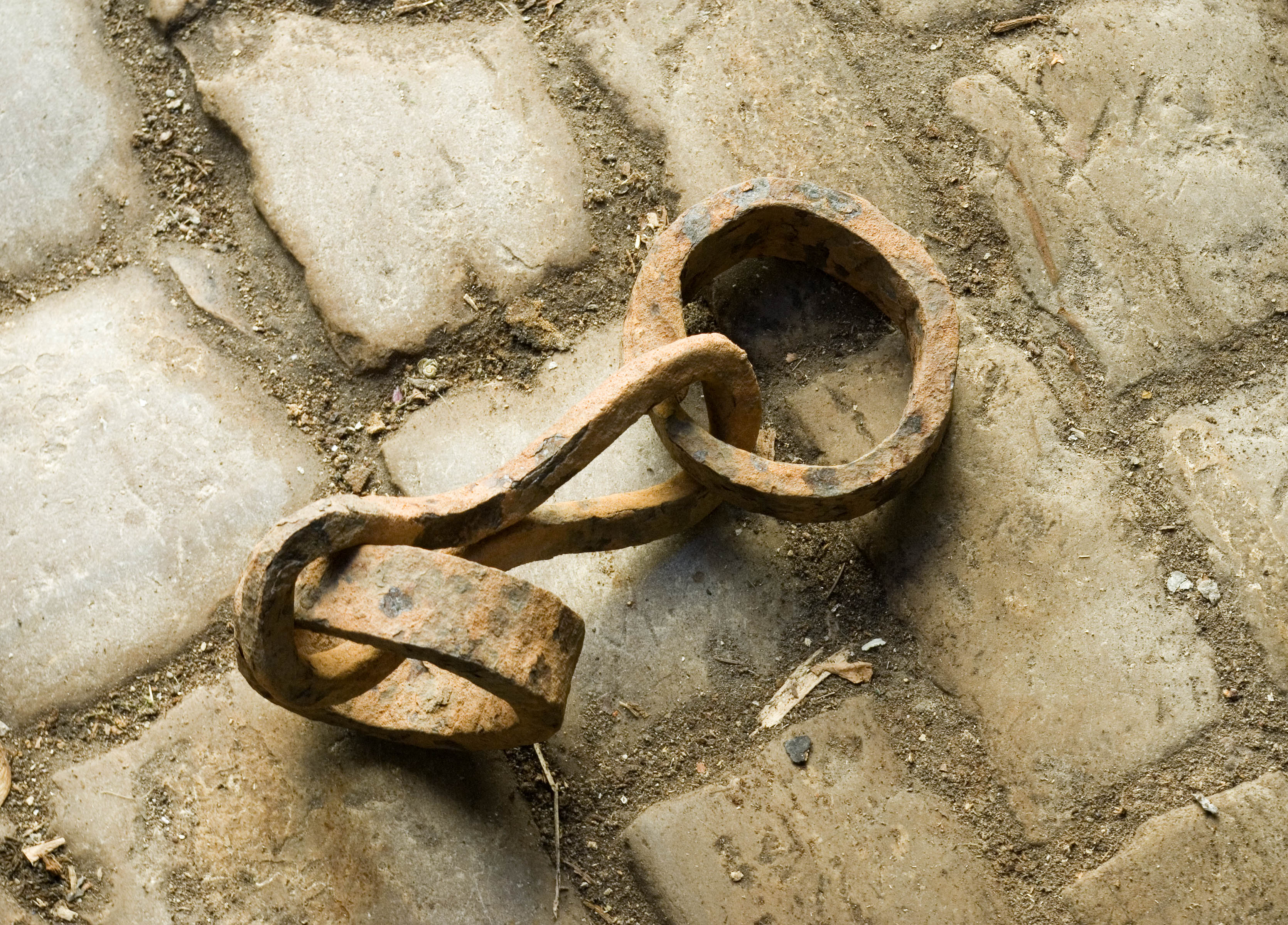
Voetboeien voor slaven

De oudste voetboeien die ooit zijn gevonden bij archeologische opgravingen dateren uit de prehistorie, en zijn meestal van het puzzelslottype. Ook de Romeinen gebruikten al een vorm van voetboeien. In de middeleeuwen werden vooral voetboeien van het type kopslot gebruikt. Het gebruik hiervan werd minder toen de massaproductie van boeien met ingebouwd slot op gang kwam. De simpelere voetboeien bleven echter wel in gebruik voor bijvoorbeeld het vervoer van gevangenen.
De eerste voetboeien met ingebouwd slot waren simpele schroefvormige boeien. Deze ontwikkelden zich al snel tot het "Darby" type. In Europa werden deze boeien tot het midden van de 20e eeuw gebruikt, terwijl ze in de Verenigde Staten eind 19e eeuw al waren vervangen door een nieuwer type.
Een recente ontwikkeling op het gebied van voetboeien zijn de veiligheidsboeien met een cilinderslot. Deze sloten zijn moeilijker open te breken.

## Varia
Een oud-Nederlands woord hiervoor is kluisters, dat nog terugkomt in de uitdrukking (aan de buis) gekluisterd.